# Acrocercops allactopa
Acrocercops allactopa là một loài bướm đêm thuộc họ Gracillariidae. Nó được tìm thấy ở Karnataka, Ấn Độ. Ấu trùng ăn Eugenia cumini và Eugenia jambolana.